# Symphonie lyrique

La Symphonie lyrique op. 18, écrite par Alexander von Zemlinsky en 1922, est l'œuvre la plus connue du compositeur. La première eut lieu à Prague le 4 juin 1924.
Titre original, en allemand : Lyrische Symphonie in sieben Gesängen nach Gedichten von Rabindranath Tagore für Orchester, eine Sopran- und eine Baritonstimme (Symphonie lyrique en sept chants d'après des poèmes de Rabindranath Tagore, pour orchestre, une voix de soprane et une voix de baryton).
Il s'agit d'une suite symphonique et vocale en sept parties, pour baryton et soprano alternés, chacune débutant par un épisode orchestral, introduisant un chant (un Lied) basé sur des textes de Rabindranath Tagore. Chaque Lied est uni au précédent par un interlude à l'orchestre.
Partition post-romantique, c'est aussi une œuvre du XXe siècle. Expressionniste, elle reste tonale, ce qui permet de la rapprocher d'autres musiques d'Europe centrale (Autriche-Hongrie), d'époques immédiatement précédentes, comme les cycles de Lieder de Gustav Mahler (en particulier, selon les dires de l'auteur, Das Lied von der Erde : Le Chant de la terre), ou, plus directement liée à Zemlinsky, La Nuit transfigurée, poème symphonique pour ensemble instrumental d'Arnold Schoenberg (première manière, 1899) et même Le Château de Barbe-Bleue, opéra de chambre pour soprano et basse, de Béla Bartók (1911).
Alban Berg s'en inspira dans sa Suite lyrique (1926).

## Lesincipitdes sept«Chants»
- Ich bin friedlos, ich bin durstig nach fernen Dingen (Je n'ai pas la paix, je suis assoiffé de choses lointaines)
- O Mutter, der junge Prinz (O Mère, le jeune prince)
- Du bist die Abendwolke (Tu es le nuage du soir)
- Sprich zu mir Geliebter (Parle-moi, bien-aimé)
- Befrei mich von den Banden deiner Süße, Lieb (Libère-moi des liens de ta douceur, amour)
- Vollende denn das letzte Lied (Achève donc le dernier chant)
- Friede, mein Herz (Paix, mon cœur)